# Pietro Sarto
Pour les articles homonymes, voir Sarto.
 (juillet 2024).
Pietro Sarto (né Pietro Schneider à Chiasso le 13 juin 1930) est un peintre figuratif et un graveur suisse. Il vit et travaille à Saint-Prex, bourgade médiévale au bord du lac Léman.

## Biographie
Pietro Sarto, fils de fonctionnaire des douanes, est né à Chiasso dans le Tessin en 1930. Sa famille s’établit à Neuchâtel puis en 1945 à Lausanne. 
Après un passage par une école de commerce dont il se fait renvoyer, il s’inscrit à l’École des beaux-arts. En 1947, il s’installe à Paris où il fait la connaissance d’Albert Flocon, mathématicien, philosophe et écrivain, ancien élève du Bauhaus, et graveur. 
Flocon lui apprend la gravure ainsi que les règles de la perspective curviligne, qui considère que le spectateur n'est pas devant un paysage, mais qu'il y participe. Ce concept guidera une grande partie de l'œuvre de Pietro Sarto. 
Le Louvre est pour lui une école, il s’y rend chaque jour pour dessiner. Vite, il ressent la perspective comme une contrainte, car pour Sarto, tout système est une prison, et à un certain moment le sensible doit prendre le dessus. (« J’aime la règle, mais j’aime encore mieux l’émotion qui vient la rectifier »). 
Il fréquente aussi Gaston Bachelard, rencontre qui lui fait comprendre que ce qu’il cherche vraiment, il ne le trouvera que chez lui, en Suisse. De retour en Suisse, le bassin lémanique devient pour lui son réservoir de travail. « Pietro Sarto est un homme qui dit non ! » Pour lui peindre c’est entrer en résistance, c’est travailler dans la sensibilité et non dans la spéculation. Il fonde à Saint-Prex un atelier de taille-douce pour le compte de l’éditeur Pierre Cailler, où sont venus se former de nombreux artistes modernes.
En 1968, il crée ses propres ateliers à Villette avec Luce Voruz (déménagés à Saint-Prex en 1971).

## Œuvres
Peinture à l'huile :
- Paysages du canton de Vaud : Le port de Morges, le Dézaley, le château de Vufflens, Lausanne et sa cathédrale, variations sur le Château de Chillon, campagnes fleuries du pied du Jura...
- natures mortes : roses trémières, des fruits, carcasses d'animaux ...
- Nus, portraits, ...

Illustration d'ouvrage :
- Sanguines, pour Les Prunelles Ardentes de Jean Pache.
- Gravures pour Vergers, poèmes en français de Rainer Maria Rilke : 16 gravures originales dont 7 en sanguine et 9 en couleurs, Lausanne, Pierre Gonin, 1993, tiré à 160 exemplaires [1].
- Lithographies de Henri Fantin-Latour (1836-1904) (biographie, essais de Pietro Sarto, Rainer Michael Mason et coll., bibliographie), Galerie-Librairie Bernard Letu S.A.

## Expositions
- Fondation de l'Hermitage,  Lausanne en 2000.
- Aquarelles, sanguines et huiles en 2000 à la galerie du Château d’Avenches.
- Le collectionneur dans l’atelier, André Desponds & Pietro Sarto, 26 novembre 2004 – 3 avril 2005, Cabinet cantonal des estampes du musée Jenisch, Vevey.
- Soixante ans de peinture, rétrospective à l’Abbatiale et musée de Payerne, 14 juin - 14 septembre 2008[2],[3].
- Espace Arlaud, Lausanne, du 13.02.2020 au 26.04.2020 : "Chemin de crête" 1949-2019
- Pietro Sarto, Chemins détournés, Musée Jenisch, Vevey, 8 avril - 31 juillet 2022

## Distinctions
- 1989 : Grand Prix Beaux-Arts[4] remis à Morges, Théâtre de Beausobre.
- 1989 : Grand Prix de la Fondation vaudoise pour la culture

## Hommages
- 2008 : Pietro Sarto Le ciel et l'atelier, film documentaire de Jean Chessex
- Visite des « sept sages » du Conseil fédéral dans son atelier de Saint-Prex[5]